# Jeffreysomya
Jeffreysomya is een monotypisch geslacht van tweekleppigen uit de  familie van de Cuspidariidae.

## Soort
- Jeffreysomya truncata (Jeffreys, 1882)